# Landolphia
Landolphia es un género de plantas con flores con muchas especies de lianas perteneciente a la familia Apocynaceae. Son nativas de Sudamérica, África y Madagascar.

## Taxonomía
El género  fue descrito por Ambroise Marie François Joseph Palisot de Beauvois y publicado en Flore d'Oware 1: 54. 1806.

## Especies
- Landolphia angustisepala Pichon (1953)
- Landolphia axillaris Pichon (1953)
- Landolphia breviloba J.G.M.Pers. (1992)
- Landolphia bruneelii (De Wild.) Pichon (1953)
- Landolphia buchananii (Hallier f.) Stapf (1902)
- Landolphia calabarica (Stapf) E.A.Bruce (1947)
- Landolphia camptoloba (K.Schum.) Pichon (1953)
- Landolphia congolensis (Stapf) Pichon (1953)
- Landolphia cuneifolia Pichon (1953)
- Landolphia dewevrei Stapf (1902)
- Landolphia dulcis (Sabine ex G.Don) Pichon (1953)
- Landolphia elliptica Lassia (1927)
- Landolphia eminiana K.Schum. ex Hallier f. (1900)
- Landolphia exilis Jum. & H.Perrier (1910)
- Landolphia ferrea J.G.M.Pers. (1992)
- Landolphia flavidiflora (K.Schum.) J.G.M.Pers. (1992)
- Landolphia foretiana (Pierre ex Jum.) Pichon (1953)
- Landolphia fragrans Pichon (1948)
- Landolphia glabra (Pierre ex Stapf) Pichon (1953)
- Landolphia glandulosa (Pellegr.) Pichon (1953)
- Landolphia gossweileri (Stapf) Pichon (1953)
- Landolphia gummifera (Lam.) K.Schum. (1892) - caucho de Madagascar[4]
- Landolphia heudelotii A.DC. (1844)
- Landolphia hirsuta (Hua) Pichon (1953)
- Landolphia hispidula Pierre (1904)
- Landolphia incerta (K.Schum.) J.G.M.Pers. (1992)
- Landolphia jumellei (Pierre ex Jum.) Pichon (1953)
- Landolphia kirkii Dyer (1881)
- Landolphia lanceolata (K.Schum.) Pichon (1953)
- Landolphia landolphioides (Hallier f.) A.Chev. (1948)
- Landolphia le-testui (Pellegr.) Pichon (1953)
- Landolphia lecomtei Dewèvre (1895)
- Landolphia leptantha (K.Schum.) J.G.M.Pers. (1992)
- Landolphia ligustrifolia (Stapf) Pichon (1953)
- Landolphia macrantha (K.Schum.) Pichon (1953)
- Landolphia mandrianambo Pierre (1904)
- Landolphia mannii Dyer (1881)
- Landolphia maxima (K.Schum. ex Hallier f.) Pichon (1953)
- Landolphia membranacea (Stapf) Pichon (1953)
- Landolphia micrantha (A.Chev.) Pichon (1953)
- Landolphia myrtifolia (Poir.) Markgr., Adansonia, n.s. (1972 publ. 1973)
- Landolphia nitens Lassia (1927)
- Landolphia nitidula J.G.M.Pers. (1992)
- Landolphia noctiflora J.G.M.Pers. (1992)
- Landolphia obliquinervia Pichon (1948)
- Landolphia owariensis P.Beauv. (1806)
- Landolphia parvifolia K.Schum. (1895)
- Landolphia platyclada Hochr. (1908)
- Landolphia pyramidata (Pierre) J.G.M.Pers. (1992)
- Landolphia reticulata Hallier f. (1900)
- Landolphia robustior (K.Schum.) J.G.M.Pers. (1992)
- Landolphia rufescens (De Wild.) Pichon (1953)
- Landolphia sphaerocarpa Jum. (1900)
- Landolphia stenogyna Pichon (1953)
- Landolphia subrepanda (K.Schum.) Pichon (1953)
- Landolphia tenuis Jum. (1901)
- Landolphia thollonii Dewèvre (1895)
- Landolphia togolana (Hallier f.) Pichon (1953)
- Landolphia trichostigma Jum. (1909)
- Landolphia uniflora (Stapf) Pichon (1953)
- Landolphia × utilis (A.Chev.) Pichon (1953)
- Landolphia villosa J.G.M.Pers. (1992)
- Landolphia violacea (K.Schum. ex Hallier f.) Pichon (1953)
- Landolphia watsoniana Rombouts (1893)